# Xiria violacea
Xiria violacea är en tvåvingeart som först beskrevs av Christian Rudolph Wilhelm Wiedemann 1830.  Xiria violacea ingår i släktet Xiria och familjen bredmunsflugor. Inga underarter finns listade i Catalogue of Life.